# Остра (муніципалітет)
Остра (італ. Ostra) — муніципалітет в Італії, у регіоні Марке,  провінція Анкона.
Остра розташована на відстані близько 200 км на північ від Рима, 29 км на захід від Анкони.
Населення — 6857 осіб (2014).
Щорічний фестиваль відбувається 14 жовтня. Покровитель — San Gaudenzio.

## Демографія
Населення за роками:

Станом на 1 січня 2023 року в муніципалітеті офіційно проживали 463 іноземці з 42 країн, серед них 172 громадяни країн Євросоюзу та 12 громадян України.

## Сусідні муніципалітети
- Бельведере-Остренсе
- Коринальдо
- Монтекаротто
- Остра-Ветере
- Рипе
- Сенігаллія